# Bajo Aragón
Il Bajo Aragón (ossia "Bassa Aragona"; in aragonese: Baxo Aragón) è una delle 33 comarche dell'Aragona, con una popolazione di 26 853 abitanti; suo capoluogo è Alcañiz.
Amministrativamente fa parte della provincia di Teruel, che comprende 10 comarche.